# В яру (повість)
В яру (рос. В овраге) — повість російського письменника українського походження А. Чехова. Вперше опублікована у літературному журналі «Жизнь» у 1900 році.

## Історія створення
А. Чехов працював над повістю у листопаді-грудні 1899 року у Ялті.
В одному із листів редактору Володимиру Поссе він зазначав: «Пишу повість для „Жизни“…буде готова до другої половини грудня».  В роботі А. Чехов використовував нотатки, зроблені, зокрема, під час його перебування на Сумщині.

## Сюжет
Повість розповідає про життя села Уклєєве у період розвитку промисловості в Російській імперії наприкінці ХІХ століття.
У центрі історії — Григорій Цибукін, міщанин, який має власну торгову справу. Справу він веде постійно обманюючи покупців, робітників та селян.
Його старший син, Анісім, працює поліцейським у місті. Молодший, Степан, разом зі своєю дружиною Аксіньєю, допомагає йому у торгівлі.
Згодом Анісім бере шлюб із Липою, дівчиною з бідної родини.
На весіллі він дарує родичам нові гроші та у розмовах натякає на ймовірність або свого швидкого збагачення, або загибелі. Надалі подаровані гроші виявляються фальшивими, а Анісім засуджується до шести років каторги.
В цей час Липа народжує сина Никифора. Григорій, за порадою своєї дружини Варвари, намагається допомогти Липі, яка не може звикнути до свого стану та вважає себе лише робітницею у домі батьків чоловіка. Задля забезпечення майбутнього свого онука, він дарує йому землю. Але на цій землі вже працює цегельний завод, котрим опікується Аксінья. Дізнавшись про вчинок свекра, вона влаштовує сварку та через деякий час, користуючись ситуацією, навмисно виливає кип'яток на маленького Никифора, який невдовзі помирає у лікарні.
Липа нікому не скаржиться на Аксінью та уходить з дому Цибукіна. Цибукін під тягарем обставин втрачає сенс життя, усувається від справ, ведення яких бере Аксінья, та все більше часу проводить біля церкви.

## Сприйняття
Повість була схвально сприйнята критиками.
За словами професора Дональда Рейфілда, «Чехов бачив нещастя життя в російському селі (… як у „В яру“) як російське явище, щось зовсім неймовірне у Західній Європі, і зло, для якого він не бачив вирішення».

## Екранізації
За мотивами повісті були зняті фільми:
- «Касба» (режисер Кумар Шахані) у 1991 році[5];
- «Боже, пробач нас грішних» (режисер Артур Войтецький), у 1992 році[6].